# Malik Nabers
(en) Statistiques sur pro-football-reference
Malik Nabers (né le 28 juillet 2003 à Youngsville en Louisiane) est un sportif professionnel américain de football américain évoluant au poste de wide receiver.
Sélectionné en 6e choix lors du premier tour de la draft 2024 de la NFL par la franchise des Giants de New York, Nabers à joué auparavant au niveau universitaire pendant trois saisons pour les Tigers de l'université d'État de Louisiane dans la NCAA Division I FBS et sa Southeastern Conference (SEC). Fin de saison 2023, il est reconnu à l'unanimité joueur All-American et est sélectionné dans la première équipe de la SEC.

## Biographie

### Jeunesse
En Louisiane, Nabers fréquente le lycée Ovey Comeaux (en) à Lafayette avant de rejoindre le lycée Southside (en) de Youngsville pour sa dernière année mais ne peut jouer au football américain pour Southside vu la non acceptation des raisons de ce transfert. Lors de sa dernière saison à Ovey Comeaux, il totalise 58 réceptions pour un gain total de 1 223 yards et 21 touchdowns.
Nabers s'engage initialement avec les Bulldogs de l'université d'État du Mississippi avant de se lier définitivement avec les Tigers de l'université d'État de Louisiane,.

### Carrière universitaire
Lors de sa première saison à LSU en 2021, Nabers dispute 11 matchs dont six en tant que titulaire et affiche un bilan de 28 réceptions pour 417 yards et quatre touchdowns. Il reste titulaire toute la saison 2022, et est unanimement reconnu joueur All-American à l'issue de la saison 2023 où il est le meilleur receveur de la FBS au nombre de yards gagnés en réceptions avec 1 569 yards.
Nabers déclare faire l'impasse sur sa dernière année d'éligibilité universitaire pour se présenter à la draft 2024 de la NFL. Il  termine sa carrière à Louisiana State en tant que meilleur receveur de l'histoire de l'université avec un total de 3 003 yards gagnés en réceptions.

### Carrière professionnelle
| Taille               | Poids          | Bras            | Main           | Sprint   | Sprint   | Sprint   | Shuttle 20 yards | 3 cones drill | Détente        | Détente             | Développé couché | Test Wonderlic |
| Taille               | Poids          | Bras            | Main           | 40 yards | 10 yards | 20 yards | Shuttle 20 yards | 3 cones drill | verticale      | horizontale         | Développé couché | Test Wonderlic |
| 1,84 m (6 ft 0 ¼ in) | 90 kg (199 lb) | 80 cm (31 ⅜ in) | 25 cm (9 ⅞ in) | 4,35 s   | 1,56 s   | 2,44 s   | -                | -             | 107 cm (42 in) | 3,28 m (10 ft 9 in) | 15 reps          | -              |

#### Draft
Nabers est sélectionné en 6e choix lors du premier tour de la draft 2024 de la NFL par la franchise des Giants de New York.

#### Giants de New York
Le 10 mai 2024, Nabers signe, avec les Giants, son contrat rookie entièrement garanti de quatre ans (avec option de cinquième année) pour un montant de 29,9 millions de dollars dont 18 millions de prime à la signature.

## Statistiques

### Universitaires
| Année       | Équipe        | Statut      | MJ |     | Passes réceptionnées | Passes réceptionnées | Passes réceptionnées | Passes réceptionnées |       | Courses | Courses | Courses | Courses |
| Année       | Équipe        | Statut      | MJ | Nb. | Yards                | Moy.                 | TD                   | Nb.                  | Yards | Moy.    | TD      |         |         |
| 2021        | Tigers de LSU | Fr.         | 11 | 028 | 0 417                | 14,9                 | 04                   | 4                    | 23    | 5,8     | 0       |         |         |
| 2022        | Tigers de LSU | So.         | 14 | 072 | 1 017                | 14,1                 | 03                   | 1                    | 05    | 5,0     | 0       |         |         |
| 2023        | Tigers de LSU | Jr.         | 13 | 089 | 1 569                | 17,6                 | 14                   | 1                    | 01    | 1,0     | 0       |         |         |
| Totaux NCAA | Totaux NCAA   | Totaux NCAA | 38 | 189 | 3 003                | 15,9                 | 21                   | 6                    | 29    | 4,8     | 0       |         |         |

### Professionnelles
| Année | Équipe             | MJ |                | Passes réceptionnées | Passes réceptionnées | Passes réceptionnées | Passes réceptionnées |                | Courses        | Courses        | Courses | Courses |  | Fumbles | Fumbles |
| Année | Équipe             | MJ | Nb.            | Yards                | Moy.                 | TD                   | Nb.                  | Yards          | Moy.           | TD             | Nb.     | Perdus  |  |         |         |
| 2024  | Giants de New York | ?  | Saison à venir | Saison à venir       | Saison à venir       | Saison à venir       | Saison à venir       | Saison à venir | Saison à venir | Saison à venir | ?       | ?       |  |         |         |